# 국제협력의사
국제협력의사는 대한민국 외교통상부 산하기관인 한국국제협력단에서 모집하며, 개발도상국 등에 파견되어 의료봉사를 하는 대한민국의 전환, 대체복무제도 중 보충역의 한 종류이다.
- 현재 신규 선발이 중단되어 폐지되었다.
- 복무기간은 국제협력의사로 소집된 이후부터 36개월이며, 이중 28개월은 해외에서 의료봉사를 해야한다.
- 국제협력의사는 보충역 이등병으로 분류되며, 연 1회 모집한다.
- 국제협력봉사요원과 같이, 해외봉사활동을 하면서 병역을 이행하는 점에 있어서 전문의 자격증을 취득한 미필자들에게 인기가 높다.
- 의사 경력을 쌓으며 해외봉사활동과 병역의무를 한번에 마칠 수 있다.

- 2011년 전문봉사요원 신규 선발(편입)현황[1] : 총원 1,599명.
  - 공중보건의사 : 총 1,322명
    - 의과 : 809명
    - 치과 : 191명
    - 한의과 : 322명

  - 징병검사전담의사 : 41명
  - 국제협력의사 : 16명
  - 공익법무관 : 74명
  - 공중방역수의사 : 146명

- 2014년 이후 보충역의 대체복무 중 하나인 사회복무요원 중 사회서비스 업무 이외, 즉 행정 지원 업무와 국제협력봉사요원(2013년까지는 배정), 국제협력의사는 2012년을 마지막으로 신규 배정이 중단된다.[2]
  - 지방자치단체 산하 시청, 구청, 소방서 등의 경우 사회복지, 보건의료, 교육문화, 환경안전으로서 계속 배정되어, 최대 2026년까지 존속된다.
  - 또한 이 외 모든 보충역의 대체복무, 즉 예술체육요원, 전문연구요원, 전문봉사요원(공중보건의사,  징병전담의사, 공중방역수의사, 공익법무관)의 존치여부가 2014년에 재논의되어, 늦어도 2026년 이전에는 폐지된다.
  - 그 외 산업기능요원과 승선근무예비역은 그보다 앞서 2015년에 폐지된다.
  - 그러나 산업기능요원 폐지가 중소기업 등 수요 측의 반발에 의해 계속 유보되고 있어 언제 폐지된다고 확답하긴 힘든 상황이다.
- 따라서 늦어도 2026년 이후에는 보충역이 폐지될 예정이며, 병역 구분이 현역과 제2국민역으로 2원화 된다. (그 외로는 '병역면제')